# Комсомольское городское поселение (Кемеровская область)
Комсомо́льское городско́е поселе́ние — муниципальное образование в Тисульском районе Кемеровской области. 
Административный центр — посёлок городского типа Комсомольск.

## История
Комсомольское городское поселение образовано 17 декабря 2004 года в соответствии с Законом Кемеровской области № 104-ОЗ.
Упразднено с 15 ноября 2020 года в связи с преобразованием Тисульского района в муниципальный округ.

## Население
| 2009  | 2010  | 2011  | 2012  | 2013  | 2014  | 2015  | 2016  | 2017  |
| ----- | ----- | ----- | ----- | ----- | ----- | ----- | ----- | ----- |
| 2351  | ↗2872 | ↗2874 | ↘2804 | ↘2729 | ↘2682 | ↘2599 | ↘2533 | ↘2495 |
| 2018  | 2019  | 2020  |       |       |       |       |       |       |
| ↘2464 | ↘2402 | ↘2385 |       |       |       |       |       |       |

## Состав городского поселения
| № | Населённый пункт   | Тип населённого пункта      | Население |
| - | ------------------ | --------------------------- | --------- |
| 1 | Большая Натальевка | посёлок                     | 136       |
| 2 | Комсомольск        | пгт, административный центр | ↘1593     |
| 3 | Макаракский        | посёлок                     | ↘442      |

## Статистика
Всего проживает 2713 человек, 1267 из них трудоспособного населения. Пенсионеров 808 человек. Детей 638 человек.
На территории административного участка находятся: средняя школа в п.г.т. Комсомольск, общеобразовательная школа в п. Макаракский, торговые точки, ООО «Кия-хлеб», ООО «Макарак», два Дома культуры, два детских сада, административные здания, пилорамы, известковые ямы, пихтовые заводы.